# Lesegno
Lesegno (Ëlzegn in piemontese) è un comune italiano di 852 abitanti della provincia di Cuneo in Piemonte, situato a 7 km a ovest di Ceva.

## Geografia fisica
Il capoluogo si trova allo sbocco della Valle Mongia, poco a est dell'omonimo corso d'acqua.

## Origini del nome
Ci sono due ipotesi riguardanti l'origine del nome, il primo viene da Lux Ignis, il secondo da Laeso Ligno ovvero "legno tagliato", poiché Lesegno nasce su una zona dove in precedenza c'erano dei boschi che poi sono stati abbattuti per far spazio all'insediamento.

## Storia
Lesegno ha una storia antica; nel decimo secolo il villaggio apparteneva alla contea di Andrate, dei marchesi di Susa.
 Nel 1013 Olderico Manfredi, marchese di Susa, vendette il castello ad un prete, poi passò al vescovo astigiano, che lo cedette ai marchesi di Ceva, che lo tennero in possesso fino al XVII secolo.
Nel 1790 divenne marchesato e dato al marchese di Ceva e Lesegno, Cesare Gaspare.
Subì danni dagli spagnoli e dai francesi nel 1649 e nel 1796.

### Simboli
Lo stemma e il gonfalone sono stati concessi con decreto del presidente della Repubblica del 4 luglio 1956.
Lo stemma rappresenta su fondo d'argento una fiaccola accesa al naturale, accompagnata dall'iscrizione LUX IGNIS.
Il gonfalone è un drappo di rosso, al palo centrale di bianco caricato dello stemma comunale.

## Monumenti e luoghi d'interesse

### Castelli
In origine c'erano tre castelli, ed oggi ne rimangono solo più due, il Castellazzo e il castello dei marchesi del Carretto, mentre il terzo fu abbattuto dai Savoia ed oggi ospita il palazzo comunale sulla sua antica posizione mentre restano ancora i sotterranei ed una torre.

### Architetture religiose
Nel territorio comunale ci sono le chiese di Sant'Antonio Abate e Madonna delle Casette, le cappelle di Santa Maria del Luchinetto, di San Bernardo da Mentone, di San Sebastiano, di Santo Stefano, di San Rocco e di San Nazario; quest'ultima è stata eretta nel 1207 ed è la più antica.

## Società

### Evoluzione demografica
Abitanti censiti

### Etnie e minoranze straniere
Secondo i dati Istat al 31 dicembre 2017, i cittadini stranieri residenti a Lesegno sono 117, così suddivisi per nazionalità, elencando per le presenze più significative:
1. Romania, 25

## Amministrazione
Di seguito è presentata una tabella relativa alle amministrazioni che si sono succedute in questo comune.
| Periodo        | Periodo        | Primo cittadino         | Partito                         | Carica  | Note   |
| -------------- | -------------- | ----------------------- | ------------------------------- | ------- | ------ |
| 19 luglio 1985 | 23 giugno 1990 | Romano Luciano          | -                               | Sindaco | [ 10 ] |
| 23 giugno 1990 | 24 aprile 1995 | Romano Luciano          | -                               | Sindaco | [ 10 ] |
| 24 aprile 1995 | 14 giugno 1999 | Romano Luciano          | centro                          | Sindaco | [ 10 ] |
| 14 giugno 1999 | 14 giugno 2004 | Romano Luciano          | lista civica                    | Sindaco | [ 10 ] |
| 14 giugno 2004 | 8 giugno 2009  | Davide Balocco          | lista civica                    | Sindaco | [ 10 ] |
| 8 giugno 2009  | 26 maggio 2014 | Davide Balocco          | lista civica                    | Sindaco | [ 10 ] |
| 26 maggio 2014 | 26 maggio 2019 | Edoardo Dotta           | lista civica: uniti per Lesegno | Sindaco | [ 10 ] |
| 26 maggio 2019 | in carica      | Rizzo Emanuele Giovanni | lista civica: futuro e crescita | Sindaco | [ 10 ] |

### Altre informazioni amministrative
Lesegno faceva parte della comunità montana Alto Tanaro Cebano Monregalese.